# M2 (Ierland)
De M2 (Engels: M2 Motorway/ Iers: Mótarbhealach M2) is een autosnelweg in Ierland met een lengte van 13 kilometer. De weg loopt van Killshane, ten noorden van Dublin, naar Ashbourne. Het is een onderdeel van de nationale primaire weg N2.

## Geschiedenis
Op 30 september 2008 werd bekendgemaakt, dat men van plan was om een 13 kilometer lang traject van de N2 tussen Killshane en Ashbourne met een lengte van aan te wijzen als autosnelweg. In december 2008 waren alle zienswijzen behandeld. Op 14 juli 2009 keurde de minister dit plan goed en op 28 augustus 2009 werd het traject definitief een autosnelweg.